# Fredrik Berglund
Fredrik Berglund (ur. 21 marca 1979 w Borås) – szwedzki piłkarz występujący na pozycji napastnika.

## Kariera klubowa
Berglund treningi rozpoczął w 1986 roku w klubie Byttorps IF. W 1993 roku przeszedł do juniorów zespołu IF Elfsborg, a w 1995 roku został włączony do jego pierwszej drużyny, grającej w Superettan. W 1996 roku awansował z zespołem do Allsvenskan. W 1997 roku dotarł z nim do finału Pucharu Szwecji, z który został jednak przegrany przez Elfsborg. W 2000 roku z 18 bramkami został królem strzelców Allsvenskan.
W 2001 roku Berglund odszedł do holenderskiej Rody Kerkrade. W Eredivisie zadebiutował 19 sierpnia 2001 roku w zremisowanym 1:1 pojedynku z Ajaksem. W 2003 roku przebywał na wypożyczeniu w Elfsborgu, ale potem wrócił do Rody. W jej barwach zagrał łącznie 42 razy i zdobył 5 bramek.
Na początku 2004 roku Berglund przeszedł do duńskiego Esbjerga. W Superligaen zadebiutował 14 marca 2004 roku w wygranym 6:1 meczu z Brøndby IF, w którym strzelił 2 gole. W tym samym roku zajął z zespołem 3. miejsce w Superligaen. W 2006 roku dotarł z nim do finału Puchar Danii, przegranego jednak przez Esbjerg.
W połowie 2006 roku Berglund podpisał kontrakt z FC København, również grającym w Superligaen. Pierwszy ligowy mecz zaliczył tam 19 lipca 2006 roku przeciwko AC Horsens (1:0). W 2007 roku zdobył z klubem mistrzostwo Danii. W tym samym roku wrócił do Elfsborga. Sezon 2009 spędził na wypożyczeniu w norweskim Stabæk Fotball. Potem powrócił do Elfsborga, w którego barwach w 2010 roku zakończył karierę.

## Kariera reprezentacyjna
W reprezentacji Szwecji Berglund zadebiutował 10 lutego 2001 roku w wygranym 4:1 towarzyskim meczu z Tajlandią, w którym strzelił także gola. W latach 2001–2006 w drużynie narodowej rozegrał 12 spotkań i zdobył 2 bramki.